# Walter Göbel
Walter Göbel (* 1952 in Essen) ist ein deutscher Anglist, Amerikanist und Hochschullehrer.

## Leben und Wirken
Walter Göbel studierte Anglistik, Amerikanistik und Germanistik an der Ruhr-Universität Bochum und der Universität Marburg. 1976 legte er in Marburg das erste Staatsexamen für den höheren Schuldienst ab, arbeitete dort als wissenschaftlicher Mitarbeiter bzw. Assistent und promovierte 1981. Als Assistent des Anglisten Hans Ulrich Seeber wechselte er dann an die Universität Stuttgart und habilitierte sich dort 1993. Nach einer dreijährigen Tätigkeit als Hochschullehrer an der Universität des Saarlandes in Saarbrücken ab 1996 wurde er 1999 an der Universität Stuttgart Professor für Amerikanistik und Neuere Englische Literatur.
Neben seinen Arbeiten zur neueren amerikanischen Literaturgeschichte beschäftigt sich Göbel mit afroamerikanischer und postkolonialer Literatur.

## Veröffentlichungen (Auswahl)
- Sherwood Anderson. Ästhetizismus als Kulturphilosophie (= Britannica et Americana, Folge 3, Bd. 3). Winter, Heidelberg 1982, ISBN 3-533-03210-8 (= Dissertation Universität Marburg).
- Edward Bulwer-Lytton. Systemreferenz, Funktion, literarischer Wert in seinem Erzählwerk (= Britannica et Americana, Folge 3, Bd. 14). Winter, Heidelberg 1993, ISBN 3-8253-0028-5 (= Habilitationsschrift Universität Stuttgart).
- Gattungstransformation als kultureller Index. Subversionen der Idylle in Elisabeth Gaskells 'Cranford'. In: Walter Göbel (Hrsg.): Modernisierung und Literatur. Festschrift für Hans Ulrich Seeber zum 60. Geburtstag. Narr, Tübingen 2000, S. 193–202, ISBN 3-8233-5204-0.
- Sarah and Henry Fielding's definitions of the 'Man of Feeling'. In: Walter Göbel (Hrsg.): Engendering images of man in the lang eighteenth century. Wiss. Verlag Trier, Trier 2001, S. 176–191, ISBN 3-88476-469-1.
- Der afroamerikanische Roman im 20. Jahrhundert. Eine Einführung (= Grundlagen der Anglistik und Amerikanistik, Bd. 23). Erich Schmidt, Berlin 2001, ISBN 3-503-06119-3.
- Samuel Johnson and Laurence Sterne. Versions of 18th century humanism. In: Walter Göbel/Bianca Ross (Hrsg.): Renaissance humanism – modern humanism(s). Festschrift für Claus Uhlig (= Anglistische Forschungen, Bd. 301). Winter, Heidelberg 2001, S. 217–229, ISBN 3-8253-1259-3.
- V.S. Naipaul. The limitations of transnationalism and technological progress. In: Walter Goebel/Saskia Schabio (Hrsg.): Beyond the Black Atlantic. Relocating modernization and technology. Routledge, London 2006, S. 95–111, ISBN 0-415-39797-9.
- Igbo-English (Dis)Affections. Joyce Cary's 'Mister Johnson' revisited. In: Walter Goebel/Saskia Schabio (Hrsg.): Postcolonial (dis)affections (= Anglistik – Amerikanistik – Anglophonie, Bd. 7). Wiss. Verlag Trier, Trier 2007, S. 98–109, ISBN 978-3-88476-935-5.
- (Hrsg.): Conrad in Germany (= Conrad – Eastern and Western perspectives, Bd. 16). Columbia University Press, New York 2007, ISBN 0-88033-617-X.
- Washington Irving's ' Rip van Winkle'. A postcolonial reading or: In search of a usable past. In: Sarah Säckel u. a. (Hrsg.): Semiotic encounters. Text, image and trans-nation (= Internationale Forschungen zur allgemeinen und vergleichenden Literaturwissenschaft, Bd. 128). Rodopi, Amsterdam 2009, S. 103–118, ISBN 978-90-420-2714-5.
- Hard and soft cosmopolitanism. The eighteenth century and after. In: Walter Goebel/Saskia Schabio (Hrsg.): Locating transnational ideals. Routledge, London 2010, S. 126–138, ISBN 978-1-138-87848-8.
- V.S. Naipaul's heterobiographical fictions or postcolonial melancholia reinterpreted. In: Walter Goebel/Saskia Schabio (Hrsg.): Locating postcolonial narrative genres (= Routledge research on postcolonial literatures, Bd. 43). Routledge, New York 2013, S. 108–125, ISBN 978-0-415-53960-9.